# Takashi Ono (Mathematiker)
Takashi Ono (jap. 小野 孝, Ono Takashi; * 18. Dezember 1928 in Nishinomiya) ist ein japanisch-US-amerikanischer Mathematiker, der sich mit Zahlentheorie und Algebraischen Gruppen befasst (unter anderem mit den nach Tsuneo Tamagawa benannten Tamagawa-Zahlen).
Ono studierte an der Universität Nagoya und wurde dort 1958 bei Shokichi Iyanaga promoviert. Er lehrte an der University of British Columbia und 1963 bis 1969 als Professor an der University of Pennsylvania. Ab 1969 lehrte er als Professor an der Johns Hopkins University. 2011 ging er in den Ruhestand.
Er war 1959 bis 1961 (auf Einladung von Robert Oppenheimer), 1968/69 und 1971 am Institute for Advanced Study. Er wurde 2012 Fellow der American Mathematical Society. 1966 war er Invited Speaker auf dem Internationalen Mathematikerkongress in Moskau (On Tamagawa Numbers).
Er ist der Vater des Mathematikers Ken Ono, des Musikprofessors an der Creighton University Momoro Ono und des Biomediziners  Santa Ono, Präsident der University of British Columbia und der University of Cincinnati.

## Schriften
- On some arithmetic properties of linear algebraic groups, Annals of Mathematics, Band 70, 1959, S. 266–290
- Arithmetic of algebraic tori, Annals of Mathematics, Band 74, 1961, S. 101–139
- On the Tamagawa number of algebraic tori,  Annals of Mathematics, Band 78, 1963, S. 47–73
- On the relative theory of Tamagawa numbers, Bulletin of the American Mathematical Society, Band 70, 1964, S. 325–326
- On the relative theory of Tamagawa numbers, Annals of Mathematics, Band 82, 1965, S. 88–111
- The Gauss-Bonnet theorem and the Tamagawa number, Bulletin of the American Mathematical Society, Band 71, 1965, S. 345–348. Project Euclid
- On Gaussian sums,  Bulletin of the American Mathematical Society, Band 75, 1969, S. 43–45
- On algebraic groups and discontinuous groups, Nagoya Mathematics Journal, Band 27, 1969, S. 279–322
- An Introduction to Algebraic Number Theory,  Plenum Publishers, 1990, 2. Auflage 2012
- Variations on a Theme of Euler: Quadratic Forms, Elliptic Curves and Hopf Maps, Plenum Press 1994
- Gauss Summen und Poincaré Summen (Japanisch), Nippon Hyoron Sha., 2008